# Scrimshaw

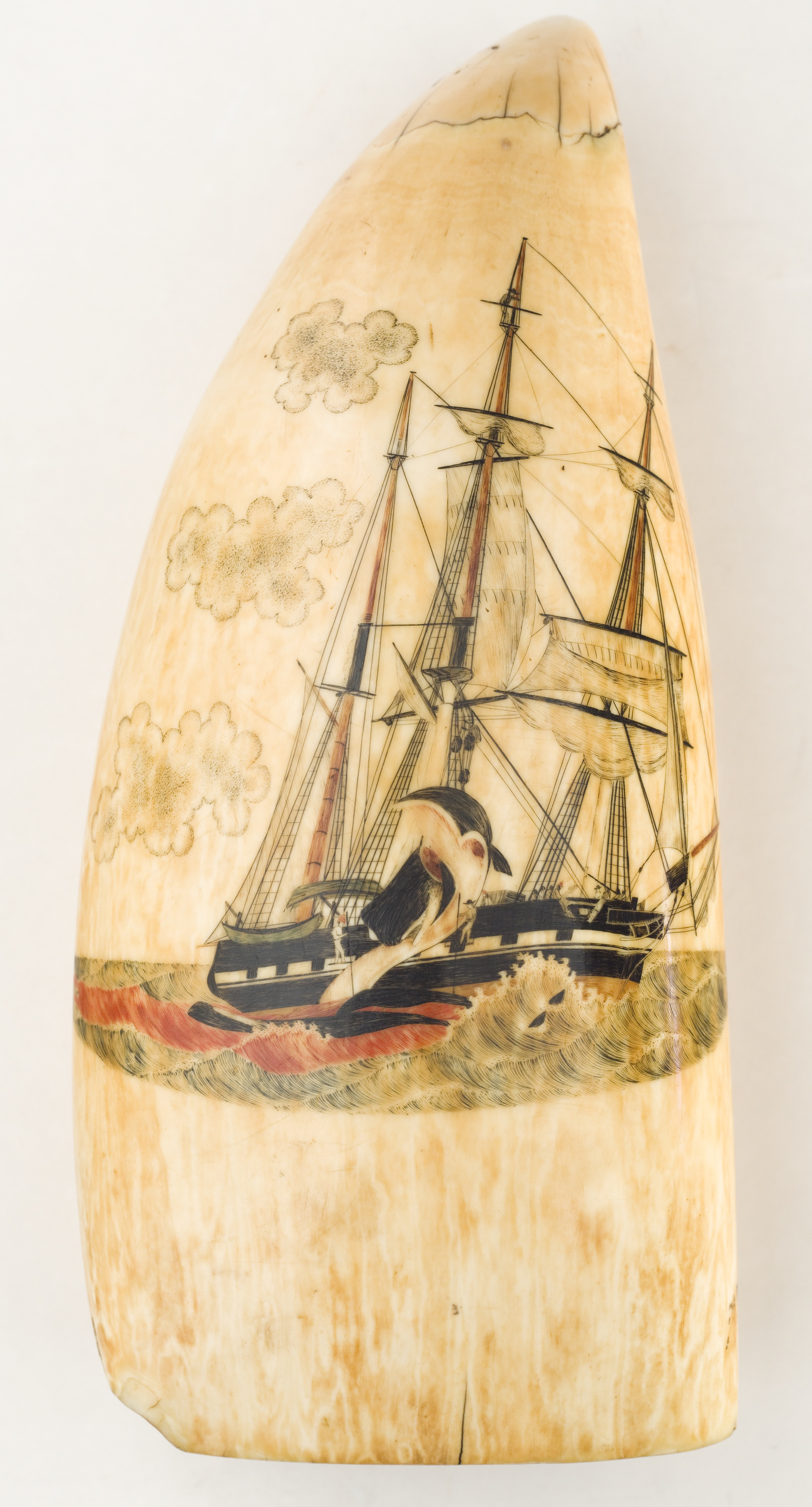
Valfångsfartyg, scrimshaw på en valtand, ca. 1800.

Scrimshaw är en hantverksteknik där man med en nål eller annat vasst föremål gör ett mönster i till exempel valtand, elfenben eller valrossbetar. Mönstret fylls oftast i med oljefärg eller tusch. Motiven utgörs till exempel av havsrelaterade scener som valar, valfångstfartyg, fregatter, briggar men också blombuketter och heraldiska vapen.
Exempel på scrimshaw står att finna från och med det sena 1700-talet, men perioden mellan 1830 och 1850 var teknikens höjdpunkt.
Från början var det arbetare på valfångstfartyg som fördrev tiden med att mönstra valtänder. Liknande teknik har även använts före valfångstfartygens tid för att utsmycka föremål, men det kallades inte för scrimshaw då.
Metoden är nära besläktad med den gravyr man finner i samisk slöjd. Den största skillnaden är motiven, som i samisk slöjd vanligen inte innehåller bilder, utan olika mönster. En annan skillnad är pigmentet, som i samisk konst traditionellt erhållits från sälgbark.